# Максим Горки (кораб)
Вижте пояснителната страница за други значения на Максим Горки.
Максим Горки (построен като Hamburg, впоследствие преименуван на Hanseatic, Максим Горький, 1992 – 2009 Maxim Gorkiy, а от 2009 Maxim M) е круизен кораб построен в хамбургската корабостроителница Deutsche Werft (днес Howaldtswerke-Deutsche Werft GmbH) през 1969 г. за трансатлантически круизен лайнер по линията Хамбург – Ню-Йорк.
През януари 1974 г. е закупен за 62 млн. марки от СССР и на 25 януари тържествено е спуснат германският му флаг, на мястото на който е издигнат съветският.
В периода от 29 април до 2 юни 1988 г. в корабостроителницата „Lloyd Werft“ в Бремерхафен е извършена модернизация на корпуса, като е инсталирано ново навигационно оборудване. През септември същата година модернизираният круизен кораб е предаден за 20-годишен фрахт на западногерманската компания „Phoenix Reisen“, която го преотстъпва за ползване от „Neckermann“ на „Vasco da Gama“.
На 2 – 3 декември 1989 г. на борда му се състои историческата малтийска среща на върха, с която е сложен краят на Студената война.